# 일본국 헌법 제88조
일본국 헌법 제88조(일본어: 日本国憲法第88条)은 일본국 헌법 제7장 "재정"의 조문 중 하나이다. 황실의 재산 및 비용에 대해 규정하고 있다.

## 조문
일본국 헌법 제88조
모든 황실 재산은 국가에 속한다. 모든 황실의 비용은 예산에 계상(計上)하여 국회의 의결을 거쳐야 한다.

## 해설
황실의 모든 재산은 원칙적으로 국가 소유이며, 황실에서 사용하는 모든 비용은 각 회계연도의 예산에 포함되며 국회의 의결을 거친다.